# SV Eintracht Ruwer
Der SV Eintracht Ruwer 1945 e.V. ist ein 1945 gegründeter Sportverein im Trierer Stadtteil Ruwer in Rheinland-Pfalz.

## Fußballabteilung
Die 1. Herrenmannschaft hatte ihre Glanzzeit Ende der 1960er. 1968 stieg die Mannschaft in die Amateurliga Rheinland auf, die damals dritthöchste Ligaebene, konnte die Klasse als Tabellenfünfzehnter in der ersten Saison aber nicht halten. Mittlerweile (Stand 2016/17) spielt die Mannschaft in der Kreisliga C des Bezirks Mosel/Hochwald.

### Bekannte Spieler
- Harald Kohr

## Tischtennisabteilung
Am 1. Juni 1972 schlossen sich Tischtennisspieler, die bisher im Turnverein Ruwer 1894 organisiert waren und in der Tischtennis-Oberliga Südwest spielten, dem SVE Ruwer an.
Die Tischtennisabteilung des SV Ruwer spielt seit der Spielsaison 2014/2015 mit 2 Mannschaften, die am Herren- und gemischten Spielbetrieb teilnehmen.
Das Spiellokal befindet sich in der Schulturnhalle der Grundschule Ruwer.
Die Meisterschaft in der Oberliga Südwest, der damaligen zweithöchsten deutschen Spielklasse, wurde in der Saison 1993/1994 erzielt.